# Gantimurow (Adelsgeschlecht)

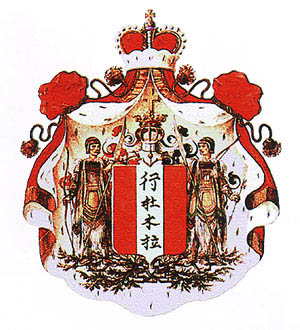
Wappen der Fürsten Gantimurow

Das Haus Gantimurow (kyrillisch: Гантимуровы, auch: Gantimourov(a), Gantimouroff, Gan-Timur und Gan-Timour) ist ein russisches Fürstengeschlecht eingeboren-sibirischer Herkunft.

## Ursprung
Die Familie stammt aus dem ostsibirischen Daurien und stellte bereits im 16. Jahrhundert Anführer der sibirisch-transbaikalischen Ewenken- und der mongolischen Dauren-Stämme. Benannt ist sie nach Gantimur (1610–1685), Sohn eines Fürsten der Ewenken und Dauren, dessen Name sich vom mongolischen gan „Stahl“ und tömör „Eisen“ ableitet. Er trat zunächst in die Dienste der Mandschu-Herrscher des Kaiserreichs China und führte seine 8000 Reiter-Ewenken als Einheit der chinesischen Armee in die Innere Mongolei. Beauftragt, die russischen Kosaken zu bekämpfen, die in Kumarsk am Fluss Amur ein Fort errichtet hatten, lief er jedoch zu diesen über. 1667 kehrte er mit seiner Truppe in seine Heimat bei Nertschinsk zurück und stellte sich dort in den Dienst der Russen. Dadurch wurden Transbaikalien und das Land am Amur dem russischen Einfluss geöffnet.
Gantimur ließ sich 1684 mit seinem ältesten Sohn Katanai russisch-orthodox taufen. 1685 wurde Katanai in den Russischen Adel aufgenommen. Er und seine Nachkommen erhielten den Fürsten-Titel (Knjas) und wurden von der Kronenzobel-Steuerpflicht befreit. Ihnen wurde ein besonderes Gehalt gewährt. 1686 bestätigten die Zaren Iwan V. und Peter I. mit einem Ukas den Fürstenstand der Familie.
1761 gründete die Familie, welche der Nertschinsker Wojwodenkanzlei unterstellt war, den Ort Karymskoje.

## Namensträger
- Gamaliil Gantimurow (1850–1921), ewenkischer Schriftsteller
- Nikolai Gantimurow (1880–1921), russischer Offizier

- Pawel Globa (* 1953), sowjetisch-russische Astrologe[3]
- Natalja Sergejewna Gantimurowa (* 1991), Model, Miss Russland des Jahres 2011[3]